# Libnotes perkinsi
Libnotes perkinsi är en tvåvingeart som först beskrevs av Grimshaw 1901.  Libnotes perkinsi ingår i släktet Libnotes och familjen småharkrankar. Inga underarter finns listade i Catalogue of Life.